# Big Bang Beat: 1st Impression
Big Bang Beat: 1st Impression est un jeu vidéo de combat développé et édité en 2007 au Japon par la NRF Software et tiré du Eroge Daibanchou: Big Bang Age de AliceSoft. Sorti en mai 2007, le jeu emprunte certains éléments de jeux de combat à Capcom et Arc System Works,. En Août 2011, la suite Big Bang Beat: Révolution est publiée.

## Réception
Le jeu a reçu un accueil mitigé. Hardcore Gaming 101 stipule que le jeu est « l'un des meilleurs combattants 2D originaux depuis des années », louant la fois la qualité de son animation fluide et son système de jeu. Cependant, il a également connu sa part de critiques. Généralement les plaintes évoquent un système de combat défectueux qui est facilement exploité ainsi que les mises à jour du jeu problématiques qui ne font qu'aggraver le jeu.

## Série
1. Big Bang Beat: 1st Impression, 2007
2. Big Bang Beat: Révolution, 2011